# Observatório Príncipe Alberto do Mónaco
O Observatório Príncipe Alberto do Mónaco localiza-se no alto do Monte das Moças, na cidade e concelho da Horta, na ilha do Faial, na Região Autónoma dos Açores, em Portugal.

## História
A construção do seu edifício foi concluída em 1915, com a finalidade de servir como estação meteorológica, função que conserva até aos nossos dias. Em 1923 recebeu o atual nome em homenagem ao Príncipe Alberto I do Mónaco, pela atividade científica por ele desenvolvida no arquipélago, nomeadamente na área da Oceanografia no início do século XX, tendo sido pioneiro em alguns estudos de batimetria, o que permitiu a descoberta de uma grande banco a sul da ilha do Pico, que denominou de "Banco Princesse Alice". De sua relação com os Açores decorreu igualmente uma estreita amizade com Carlos I de Portugal, uma vez que ambos partilhavam o mesmo interesse pelos assuntos do mar e pela oceanografia.
O imóvel foi severamente danificado pelo grande sismo de 9 de julho de 1998, após o que foi reabilitado pelo Instituto de Meteorologia, com a colaboração da Câmara Municipal da Horta, que contribuiu com a iluminação cénica do edifício, e do Principado do Mónaco, que apoiou financeiramente o restauro.
Atualmente o edifício abriga ainda uma estação de observação e acompanhamento vulcanológico e de registo sismográfico. Para além dessas componentes, o Observatório realiza ainda observações meteorológicas, sendo uma das quatro estações de referência da rede mundial de climatologia (Regional Basic Climatological Network - RBCN).